# Inegalitatea Popoviciu pentru varianță
În teoria probabilităților, inegalitatea Popoviciu, numită după Tiberiu Popoviciu, este o margine superioară a varianței σ² oricărei distribuții de probabilitate mărginite.  Fie M și m marginile superioară și inferioară ale valorilor oricărei variabile aleatoare cu o anumită distribuție de probabilitate. Atunci ingealitatea Popoviciu este:
{\displaystyle \sigma ^{2}\leq {\frac {1}{4}}(M-m)^{2}.}
Această inegalitate este precisă atunci când o jumătate din probabilitate este concentrată în apropierea uneia dintre cele două margini.
Sharma et al au îmbunătățit inegalitatea Popoviciu:
{\displaystyle {\sigma ^{2}+\left({\frac {\text{Al treilea moment central}}{2\sigma ^{2}}}\right)^{2}}\leq {\frac {1}{4}}(M-m)^{2}.}
Dacă mărimea eșantionului este finită atunci inegalitatea von Szokefalvi Nagy dă o margine inferioară a varianței
{\displaystyle \sigma ^{2}\geq {\frac {(M-m)^{2}}{2n}}}
unde n este mărimea eșantionului.
Inegalitatea Popoviciu este mai slabă decât inegalitatea Bhatia–Davis care arată că
{\displaystyle \sigma ^{2}\leq (M-\mu )(\mu -m)}
unde μ este așteptarea pentru variabila aleatoare. 
O margine inferioară a varianței bazată pe inegalitatea Bhatia–Davis a fost descoperită de Agarwal et al
{\displaystyle (M-\mu )(\mu -m)-{\frac {(M-m)^{3}}{6}}\leq \sigma ^{2}}